# Shock Waves – Die aus der Tiefe kamen
Shock Waves – Die aus der Tiefe kamen (Originaltitel: Shock Waves; deutsche Alternativtitel: Die Schreckensmacht der Zombies bzw. Zombies – Die aus der Tiefe kamen; weitere Alternativtitel: Death Corps, Almost Human) ist ein US-amerikanischer Horrorfilm des Regisseurs Ken Wiederhorn aus dem Jahr 1977. Für die Maske war Alan Ormsby zuständig.

## Handlung
Während des Zweiten Weltkrieges experimentieren deutsche Wissenschaftler an einem neuen Menschentyp, der jeglichen Umweltbedingungen trotzen kann. Sie erschaffen so eine neue menschenähnliche Rasse von lebenden Robotern, die sogenannten SS-Todesbrigaden. Diese mit übernatürlichen Kräften ausgestatteten, nahezu unverwundbaren Truppen von Untoten verbreiten auf dem Schlachtfeld Angst und Schrecken und zerstören mit bloßen Händen alles, was sich ihnen in den Weg stellt. Da diese unmenschlichen Kampfmaschinen unkontrollierbar sind, sich regelmäßig selbst dezimieren und keine Befehle von ihren Vorgesetzten entgegennehmen, diese sogar als potenzielle Beute betrachten, werden die Uniformierten nach Kriegsende in einen künstlichen Tiefschlaf versetzt und in Küstennähe mitsamt einem Schiff versenkt. Die legendären Kampfmeldungen alliierter Truppenverbände geraten über die Jahre in Vergessenheit.
Die Karibik in der Gegenwart (1977): Zwei einheimische Fischer bergen in einem kleinen Beiboot die treibende Rose, die sich verstört an die jüngsten Ereignisse zurückerinnert und diese noch mal Revue passieren lässt. Sie erzählt ihren Rettern ihre Leidensgeschichte, die mit einem gecharterten alten Ausflugskutter begann.
Eine bunt zusammengewürfelte siebenköpfige Besatzung eines maroden Ausflugsschiffs wird Augenzeuge eines seltsamen Naturphänomens, was unter anderem ein mysteriöses Seebeben auslöst. Wenig später spielt der Kompass verrückt, die Yacht treibt orientierungslos umher. In der Nacht wird der alte Kahn fast von einem alten Frachter gerammt, der wie aus dem Nichts auftaucht. Lediglich das beherzte Eingreifen des unerfahrenen Maats Keith verhindert ein größeres Unglück.
Am nächsten Morgen ist das Schiff bei Ebbe auf eine Schlammbank gelaufen, der Kapitän ist spurlos verschwunden. Die vier gestrandeten Ausflügler beschließen gemeinsam mit den zwei verbliebenen Besatzungsmitgliedern einen kleinen Landgang zu einer in der Nähe befindlichen Insel, als sie im seichten Küstenwasser den Leichnam des Kapitäns entdecken. Hilfesuchend wandern die Schiffbrüchigen anschließend durch die unerforschte Wildnis zu einem Anwesen mit einem palastartigen, halb verfallenen Hotel, dessen offenbar einziger Bewohner, ein Nazi-Wissenschaftler und ehemaliger SS-Befehlshaber, sie warnt und auffordert, schnellstens wieder von dem Eiland zu verschwinden. Trotz aller Warnungen übernachten die sechs Gestrandeten jedoch im Haus.
Währenddessen kommt infolge des Seebebens ein versenktes Schiffswrack wieder zum Vorschein. Der Vorfall reaktiviert die experimentell veränderten SS-Kampfsoldaten zu neuem Leben, die instinktgetrieben aus den Untiefen entsteigen und die Jagd auf die Lebenden eröffnen. Die übermächtigen, von verschrumpelter Haut gezeichneten Männer sind nur aufs Töten programmiert, sie kennen kein Erbarmen und marodieren alsbald über die Insel. Nach und nach werden die ungebetenen Gäste von den uniformierten, mit Schutzbrillen ausgestatteten blonden Amphibienmenschen dezimiert. Die kleine Schicksalsgemeinschaft stellt daraufhin den alternden Hausherren zur Rede, der sich der Gruppe als ehemaliger SS-Kommandant der deutschen Wehrmacht offenbart. Der Ex-Offizier vertreibt daraufhin die Gestrandeten von seinem Besitz und versucht in der Folge relativ erfolglos die Heerscharen der Untoten zu kontrollieren. Er fällt jedoch seinen eigenen bösartigen Kreaturen zum Opfer.
Aufgrund der todbringenden Bedrohung durch die Kampfmaschinen, wächst der Druck auf die flüchtigen Überlebenden, sich dieser Angriffe zu erwehren. Wegen mangelnden Zusammenhaltes wird die Gruppe, die inzwischen ein wirksames Mittel gegen die untoten Deutschen fand – sie sind äußerst anfällig für Sonnenlicht; das Abnehmen der Sonnenbrille genügt um sie zu eliminieren – nach und nach dezimiert, bis lediglich Rose und der tapfere Schiffsmaat Keith von der Insel flüchten. In einem Beiboot rudern die zwei Überlebenden der sicheren See entgegen, als Keith erneut attackiert und getötet wird. Rose treibt am Ende des Films unbehelligt aufs offene Meer zu, wo sie bekanntermaßen von den zwei Fischern aufgegriffen und gerettet wird.

## Kritiken
Das Lexikon des internationalen Films schrieb, Shock Waves – Die aus der Tiefe kamen sei ein „Horrorfilm, der lediglich durch die geschmacklosen Verweise auf das NS-Regime“ auffalle. Für Hahn und Jansen ist der Film trotz des geringen zur Verfügung gestandenen Budgets „überraschend gut gelungen, wenngleich es hier und da mit der Logik mächtig hapert“. Mick Martin und Marsha Porter vom Video Movie Guide schrieben 1988: „Ein Lachschlager!“

## Trivia
Im Rahmen der Sendereihe Die schlechtesten Filme aller Zeiten (SchleFaZ) präsentierten Oliver Kalkofe und Peter Rütten am 11. Oktober 2024 den Film unter seinem Alternativtitel Die Schreckensmacht der Zombies auf Nitro.